# Cinturones de Van Allen

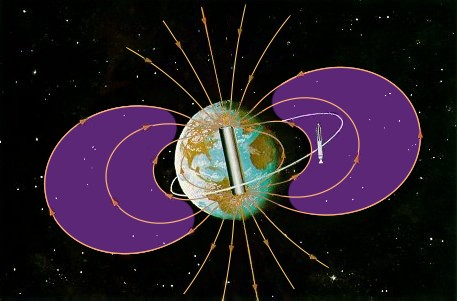
Animación CGI del Explorer 1 atravesando los Cinturones de Van Allen.

Los cinturones de Van Allen son dos zonas de la magnetosfera terrestre donde se concentran grandes cantidades de partículas cargadas de alta energía, originadas en su mayor parte por el viento solar capturado por el campo magnético terrestre. Son llamados así en honor de su descubridor, James Van Allen. Fueron descubiertos gracias al lanzamiento del satélite estadounidense Explorer 1, que fue en principio un fracaso debido a su forma alargada, que, junto con un sistema de control mal diseñado, entorpeció el ajuste a la órbita.
Los dos cinturones principales de la Tierra se extienden desde una altitud de entre 640 y 58 000 km por encima de la superficie, en cuya región varían los niveles de radiación. Se cree que la mayoría de las partículas que forman los cinturones proceden del viento solar y otras de rayos cósmicos. Al atrapar el viento solar, el campo magnético desvía esas partículas energéticas y protege la atmósfera de su destrucción.
Los cinturones se encuentran en la región interior del campo magnético de la Tierra. Los cinturones atrapan electrones y protones energéticos. Otros núcleos, como las partículas alfa, son menos frecuentes. Los cinturones ponen en peligro a los satélites, que deben tener sus componentes sensibles protegidos con un blindaje adecuado si pasan un tiempo significativo cerca de esa zona. En 2013, las Sondas de Van Allen detectaron un tercer cinturón de radiación transitorio, que persistió durante cuatro semanas. Los astronautas del Apolo que atravesaron los Cinturones de Van Allen recibieron una dosis de radiación muy baja y no dañina.

## Descubrimiento
Kristian Birkeland, Carl Størmer, Nicholas Christofilos y Enrico Medi habían investigado la posibilidad de partículas cargadas atrapadas antes de la Era espacial. El segundo satélite soviético Sputnik 2 que contaba con detectores diseñados por Sergei Vernov, seguidos de los satélites estadounidenses Explorer 1 y Explorer 3, confirmó la existencia del cinturón a principios de 1958, bautizado posteriormente con el nombre de James Van Allen de la Universidad de Iowa. La radiación atrapada fue cartografiada por primera vez por Explorer 4, Pioneer 3, y Luna 1.
El término cinturones de Van Allen se refiere específicamente a los cinturones de radiación que rodean la Tierra; sin embargo, se han descubierto cinturones de radiación similares alrededor de otros planetas. El Sol no soporta cinturones de radiación de larga duración, ya que carece de un campo dipolar global estable. La atmósfera terrestre limita las partículas de los cinturones a regiones por encima de entre 200 y 1000 km,mientras que los cinturones no se extienden más allá de 8 Radio de la Tierra RTierra. Los cinturones están confinados en un volumen que se extiende unos 65º a cada lado de la ecuador celeste.

## Estructura

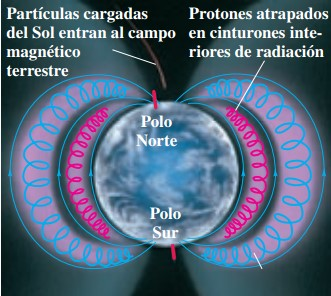
Partículas cargadas girando en espiral.

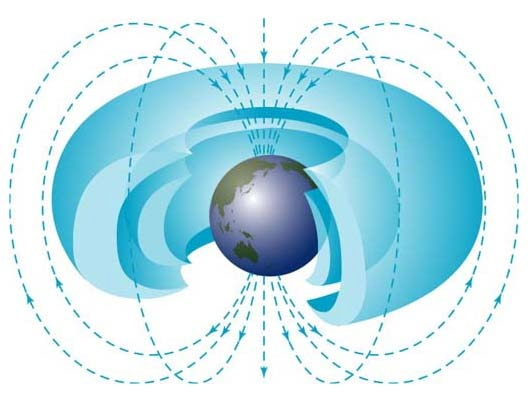
Representación artística de los cinturones de Van Allen.

Estos cinturones son áreas en forma de anillo de superficie toroidal en las que protones y electrones se mueven en espiral en gran cantidad entre los polos magnéticos del planeta.
Hay dos cinturones de Van Allen:
- El cinturón interior se extiende desde unos 500 km por encima de la superficie de la Tierra hasta más allá de los 5000.
- El cinturón exterior, que se extiende desde unos 15 000 km hasta unos 58 000 km, que afecta a satélites de órbitas altas/medias, como pueden ser los geoestacionarios, situados a unos 36 000 km de altitud.

Con los satélites de órbita baja (LEO) se ha de buscar un compromiso entre la conveniencia de una altitud considerable para evitar la resistencia residual de la alta atmósfera, que acorta la vida útil del satélite, y la necesidad de estar por debajo de los 1000 km para no sufrir largas permanencias en los cinturones de radiación ni atravesar áreas de elevada intensidad, muy perjudiciales para dichos satélites.

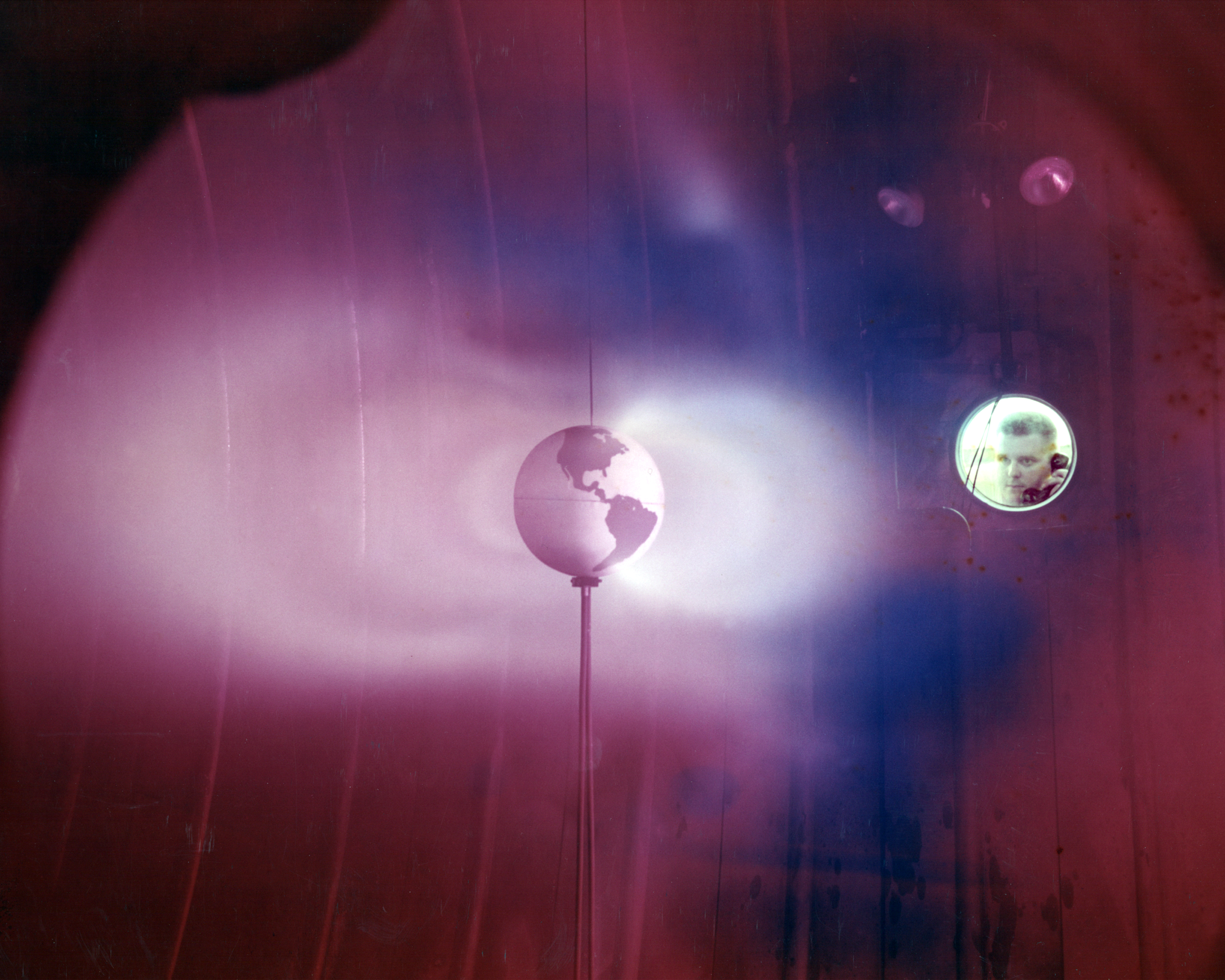
Animación de los cinturones de Van Allen.

Una región del cinturón interior, conocida como Anomalía del Atlántico Sur (SAA), se extiende a órbitas bajas y es peligrosa para las naves y los satélites artificiales que la atraviesen, pues tanto los equipos electrónicos como los seres humanos pueden verse perjudicados por la radiación. La Anomalía del Atlántico Sur es una región en donde los cinturones de radiación de Van Allen se encuentran a unos cientos de kilómetros de la superficie terrestre. Como resultado en esa región la intensidad de radiación es más alta que en otras regiones. La AAS (Anomalía del Atlántico Sur) o SAA (acrónimo en inglés) es producida por una «depresión» en el campo magnético de la Tierra en esa zona, ocasionada por el hecho de que el centro del campo magnético de la Tierra está desviado de su centro geográfico en 450 km. Algunos piensan que dicha anomalía es un efecto secundario de una reversión Geomagnética.
Estos cinturones de radiación se originan por el intenso campo magnético de la Tierra que es producto de su rotación. Ese campo atrapa partículas cargadas (plasma) provenientes del Sol (viento solar), así como partículas cargadas que se generan por interacción de la atmósfera terrestre con la radiación cósmica y la radiación solar de alta energía.
Estos cinturones altamente radiactivos contienen antiprotones, antipartículas de enorme fuerza electromagnética.

## Cinturón interior

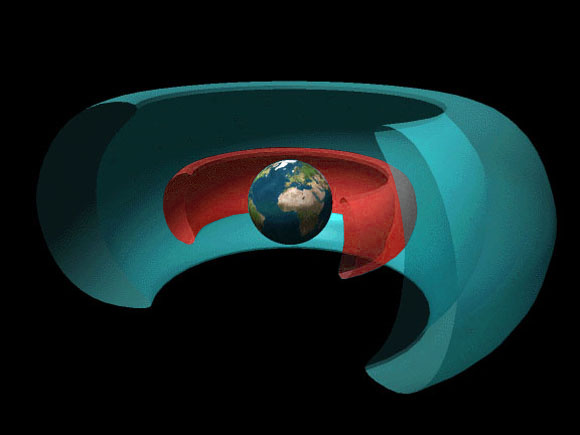
Dibujo en corte de dos cinturones de radiación alrededor de la Tierra: el cinturón interior (rojo) dominado por protones y el exterior (azul) por electrones. Crédito de la imagen: NASA

El cinturón interior de Van Allen se extiende normalmente desde una altitud de 0.2 a 2 radios terrestres (L de 1.2 a 3) o 1000 km a 12 000 km por encima de la Tierra. En ciertos casos, cuando la actividad solar es más fuerte o en zonas geográficas como la Anomalía del Atlántico Sur, el límite interior puede disminuir hasta aproximadamente 200 km por encima de la superficie de la Tierra. El cinturón interior contiene altas concentraciones de electrones en el rango de cientos de keV y protones energéticos con energías superiores a 100 MeV —atrapados por los campos magnéticos relativamente fuertes de la región (en comparación con el cinturón exterior)—.
Se cree que las energías de protones superiores a 50 MeV en los cinturones inferiores a altitudes más bajas son el resultado de la desintegración beta de neutrones creados por colisiones de rayos cósmicos con núcleos de la atmósfera superior. Se cree que la fuente de protones de menor energía es la difusión de protones, debida a cambios en el campo magnético durante las tormentas geomagnéticas.
Debido al ligero desplazamiento de los cinturones con respecto al centro geométrico de la Tierra, el cinturón interior de Van Allen realiza su mayor aproximación a la superficie en la Anomalía del Atlántico Sur.
En marzo de 2014, un patrón parecido a «rayas de cebra» fue observado en los cinturones de radiación por el Radiation Belt Storm Probes Ion Composition Experiment (RBSPICE) a bordo de Van Allen Probes. La teoría inicial propuesta en 2014 era que -debido a la inclinación del eje del campo magnético de la Tierra- la rotación del planeta generaba un campo eléctrico oscilante y débil que impregna todo el cinturón de radiación interior. En cambio, un estudio de 2016 concluyó que las rayas de cebra eran una huella de los vientos ionosféricos en los cinturones de radiación.

## Cinturón exterior

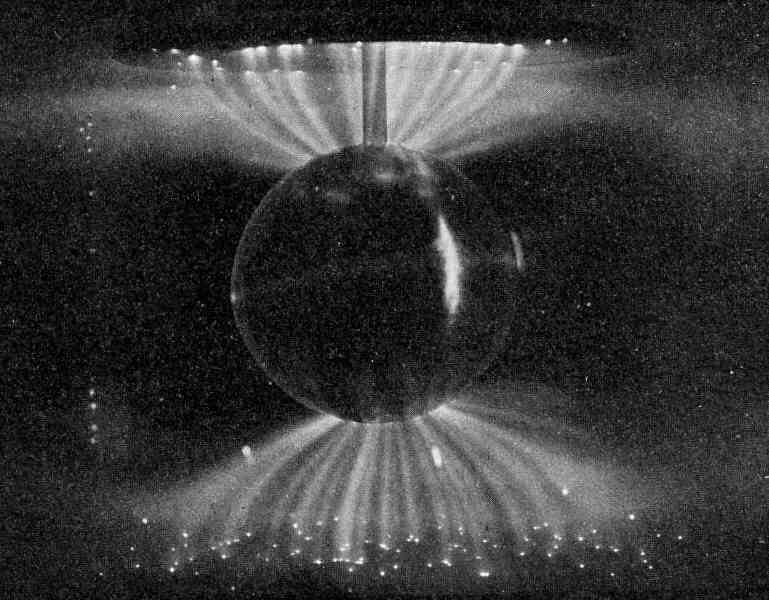
Simulación de laboratorio de la influencia del cinturón de Van Allen en el viento solar; estas Corriente de Birkeland parecidas a auroras fueron creadas por el científico Kristian Birkeland en su terrella, un globo de ánodo magnetizado en una cámara evacuada

El cinturón exterior está formado principalmente por electrones de alta energía (0.1-10 MeV) atrapados por la magnetosfera terrestre. Es más variable que el cinturón interior, ya que se ve más fácilmente influenciado por la actividad solar. Tiene forma casi toroidal, comienza a una altitud de 3 radios terrestres y se extiende hasta 10 radios terrestres (RTierra) —13 000 a 60 000 km por encima de la superficie terrestre—.[cita requerida] Su mayor intensidad suele rondar entre 4 y 5 RTierra. El cinturón exterior de radiación de electrones se produce principalmente por difusión radial hacia el interior y aceleración local debido a la transferencia de energía de las ondas de plasma en modo silbador a los electrones de los cinturones de radiación. Los electrones del cinturón de radiación también se eliminan constantemente por colisiones con la atmósfera terrestre, pérdidas hacia la magnetopausa, y su difusión radial hacia el exterior. El girorradio de los protones energéticos sería lo suficientemente grande como para ponerlos en contacto con la atmósfera terrestre. Dentro de este cinturón, los electrones tienen un alto flujo y en el borde exterior (cerca de la magnetopausa), donde las líneas de campo geomagnético se abren hacia la «cola» geomagnética, el flujo de electrones energéticos puede descender hasta los bajos niveles interplanetarios en unos 100 km —un descenso en un factor de 1000—.
En 2014, se descubrió que el borde interior del cinturón exterior se caracteriza por una transición muy brusca, por debajo de la cual los electrones altamente relativistas (> 5MeV) no pueden penetrar. La razón de este comportamiento tipo escudo no se conoce bien.
La población de partículas atrapadas del cinturón exterior es variada, y contiene electrones y varios iones. La mayoría de los iones tienen forma de protones energéticos, pero un cierto porcentaje son partículas alfa e iones de oxígeno O+ —similares a los de la ionosfera pero mucho más energéticos. Esta mezcla de iones sugiere que las partículas de corriente anular probablemente proceden de más de una fuente—.
El cinturón exterior es mayor que el interior y su población de partículas fluctúa mucho. Los flujos de partículas energéticas (radiación) pueden aumentar y disminuir drásticamente en respuesta a tormentas geomagnéticas, que a su vez son desencadenadas por perturbaciones del campo magnético y del plasma producidas por el Sol. Los aumentos se deben a la inyección y aceleración de partículas procedentes de la cola de la magnetosfera. Otra causa de la variabilidad de las poblaciones de partículas del cinturón exterior es la interacción onda-partícula con diversas ondas de plasma en un amplio rango de frecuencias.
El 28 de febrero de 2013, se informó del descubrimiento de un tercer cinturón de radiación formado por partículas cargadas de alta energía ultrarelativista. En una conferencia de prensa del equipo de la sonda Van Allen de la NASA, se afirmó que este tercer cinturón es producto de la eyección de masa coronal del Sol. Se ha representado como una creación separada que parte el Cinturón Exterior, como un cuchillo, por su lado exterior, y existe por separado como un contenedor de almacenamiento de partículas durante un mes de tiempo, antes de fusionarse de nuevo con el Cinturón Exterior..
La inusual estabilidad de este tercer cinturón transitorio se ha explicado como debida a un «atrapamiento» por parte del campo magnético terrestre de partículas ultrarelativistas a medida que se pierden del segundo cinturón exterior tradicional. Mientras que la zona exterior, que se forma y desaparece a lo largo de un día, es muy variable debido a las interacciones con la atmósfera, se cree que las partículas ultrarelativistas del tercer cinturón no se dispersan en la atmósfera, ya que son demasiado energéticas para interactuar con las ondas atmosféricas en latitudes bajas. Esta ausencia de dispersión y el atrapamiento les permite persistir durante mucho tiempo, siendo finalmente destruidos sólo por un evento inusual, como la onda de choque del Sol.

## Antiprotones en los cinturones de Van Allen

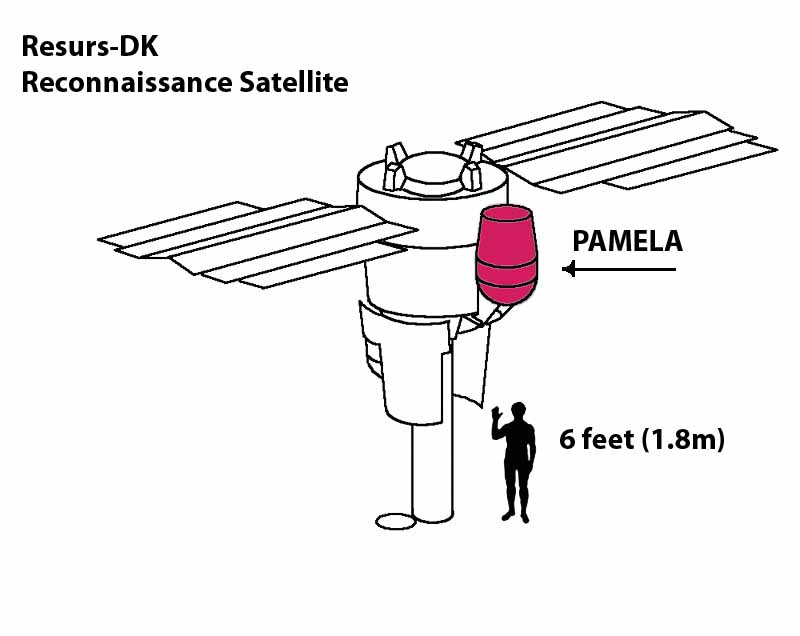
Módulo PAMELA.

En el 2011, se publicó un artículo en el que se informaba de la detección por medio del satélite PAMELA de un significativo flujo natural de antiprotones, de mayor densidad en la zona de la Anomalía del Atlántico Sur.

## Implicaciones para los viajes espaciales
Las naves espaciales que viajan más allá de la órbita terrestre baja entran en la zona de radiación de los cinturones de Van Allen. Más allá de los cinturones, se enfrentan a peligros adicionales de los rayos cósmicos y eventos de partículas solares. Una región entre los cinturones de Van Allen interior y exterior se encuentra entre 2 y 4 radios terrestres y a veces se denomina «zona segura».
Las células solares, los circuitos integrados y los sensores pueden resultar dañados por la radiación. Las tormentas geomagnéticas dañan ocasionalmente los componentes electrónicos de las naves espaciales. La miniaturización y la digitalización de los componentes electrónicos y circuito lógico han hecho que los satélites sean más vulnerables a la radiación, ya que la carga eléctrica total de estos circuitos es ahora lo suficientemente pequeña como para ser comparable con la carga de los iones entrantes. La electrónica de los satélites debe estar endurecida contra la radiación para funcionar de forma fiable. El Telescopio Espacial Hubble, entre otros satélites, a menudo tiene sus sensores apagados cuando pasa por regiones de intensa radiación. Un satélite blindado con 3 mm de aluminio en una órbita elíptica (322 por 32 187 km) que pase por los cinturones de radiación recibirá unos 2500 rem (25 Sv) al año. (A modo de comparación, una dosis de cuerpo entero de 5 Sv es mortal.) Casi toda la radiación se recibirá al pasar por el cinturón interior.
Las Misiones Apolo fueron las únicas en las que los humanos viajaron a través de los cinturones de Van Allen, que era uno de los varios peligros de radiación conocidos por los planificadores de la misión. Los astronautas tuvieron una baja exposición en los cinturones de Van Allen debido al corto periodo de tiempo que pasaron volando a través de ellos.
La exposición total de los astronautas estaba dominada por las partículas solares una vez que salían del campo magnético de la Tierra. La radiación total recibida por los astronautas variaba de una misión a otra, pero se midió entre 0.16 y 1.14 rads (1.6 y 11.4 mGy), mucho menos que la norma de 5 rem (50 mSv) (Para los rayos beta, gamma y X la dosis absorbida en rads es igual a la dosis en rem) por año establecida por la Comisión de Energía Atómica de Estados Unidos para las personas que trabajan con radiactividad.